# Two-9
Two-9 – amerykański kolektyw hip-hopowy ze wschodniej części Atlanty w stanie Georgia. W skład kolektywu wchodzą obecnie Key!, Curtis Williams, Jace, CeeJ, Cartier Dave (Dav E), Lightskin Mac11 i DJ Osh Kosh. Jak również podgrupy Retro Su$h! (Jace i CeeJ) oraz FatKidsBrotha (Cartier Dave i Lightskin Mac11).
Grupa została założona przez Williamsa i Key! w 2009 roku. Podpisali kontrakt z wytwórnią Mike'a Will Made It, EarDrummers Entertainment.

## Kariera

### 2012
Grupa wydała mixtape Two-9 Forever w lipcu 2012 roku. Od tego wydania Two9 pracuje nieprzerwanie. Wydali A Two9 Christmas z DJ Donem Cannonem w Boże Narodzenie 2012 roku.
ComplexMusic umieściło ich na liście „25 nowych raperów, na których warto uważać”.

### 2013
Two-9 brali udział na „Trillectro Music Festival 2013”, który odbył się w Waszyngtonie, grali z takimi artystami jak; ASAP Ferg, Wale, Casey Veggies, Travis Scott.

## Dyskografia[5]

### Albumy studyjne
- FRVR (2017)

### Mixtape'y
- Eastside Paradise (FatKidsBrotha) (2011)
- Trill Shit Only (Curtis Williams) (2011)
- Two-9 Forever (2012)
- A Two9 Christmas (2012)
- Kung Fu In Japan (Retro Sushi) (2012)
- Mothers Are The Blame (Key!) (2012)
- NOONEISREADY (Key! & TrapMoneyBenny) (2012)
- Half Forgotten Daydreams (Curtis Williams) (2013)
- Fathers Are The Curse (Key!) (2013)
- Eastside Paradise II (FatKidsBrotha) (2013)
- NOONEISREADY II (Key! & TrapMoneyBenny) (2014)
- Danco James (Curtis Williams) (2014)
- B4FRVR (2015)
- #AugustTwo9 EP (2015)
- #SeptemberTwo9 EP (2015)
- #OctoberTwo9 EP (2015)

### Single
- "Where The Money At? (produkcja; Mike Will Made It)"
- "Everything (produkcja; Mike Will Made It)"
- "3732 (Retro Sushi) (gościnnie; OJ Da Juiceman)"
- "Free Waffles (Retro Sushi & Key!)"
- "Rackades"
- "By The Hour"